# Anne Brochet
Anne Brochet (ur. 22 listopada 1966 w Amiens) – francuska aktorka filmowa i telewizyjna. 

## Życiorys
Debiutowała w kinie rolą w Maskach (1987) Claude'a Chabrola. Jej pierwszym wielkim sukcesem była rola Roxane w filmie Cyrano de Bergerac (1990) Jean-Paula Rappeneau. Za rolę drugoplanową w kolejnym obrazie,  Wszystkich porankach świata (1991) Alaina Corneau, zdobyła Cezara. Zasiadała w jury konkursu głównego na 49. MFF w Wenecji (1992).
W latach 1998–2002 żyła z aktorem Gadem Elmalehem, z którym ma syna Noé. W kwietniu 2005 Brochet wydała książkę poświęconą swojemu związkowi z Elmalehem pt. Trajet d'une amoureuse econduite (Podróż porzuconej kochanki).

## Wybrana filmografia
- 1987: Maski (Masques) jako Catherine
- 1988: Bengalska noc (La nuit Bengali) jako Guertie
- 1989: Tolerancja (Tolérance) jako Tolérance
- 1990: Cyrano de Bergerac jako Roxane
- 1991: Wszystkie poranki świata (Tous les matins du monde) jako Madeleine
- 1992: Wyznania łgarza (Confessions d'un Barjo) jako Fanfan
- 1997: Wyrzucony na brzeg (Driftwood) jako Sarah
- 2001: Proch i pył (Dust) jako Lilith
- 2003: Historia Marii i Juliena (Histoire de Marie et Julien) jako Madame X
- 2004: Bliscy nieznajomi (Confidences trop intimes) jako Jeanne
- 2004: W potrzasku (Je suis un assassin) jako Lucie Kantor
- 2004: Po prostu zaufaj (La confiance règne) jako Perrine Beverel
- 2006: Rok życia (Le temps des porte-plumes) jako Cécile
- 2006: Późna matura (Les irréductibles) jako Claire Deschamps
- 2008: Baby Love (Comme les autres) jako Cathy
- 2009: Jeż (Le hérisson) jako Solange Josse
- 2010: Obława (La rafle) jako Dina Traube
- 2014: Gazele (Les gazelles) jako Gwen
- 2014: Des lendemains qui chantent jako Anne-Catherine